# يو إف سي ليلة القتال: هولواي ضد رودريغيز
يو إف سي ليلة القتال: هولواي ضد رودريغيز (بالإنجليزية: UFC Fight Night: Holloway vs. Rodríguez)‏ هو حدث لفنون القتال المختلطة نظمته يو إف سي، أُقيم في 14 نوفمبر 2021، على يو إف سي أبيكس في إنتربرايز، نيفادا، الولايات المتحدة.